# PKP-Baureihe Ol49
Die PKP Baureihe Ol49 ist eine Personenzug-Schlepptenderlokomotive der Polnischen Staatsbahn PKP.
Die Reihe Ol49 wurde ab 1949 von Fablok in Chrzanów entwickelt. In den Jahren 1951 bis 1954 wurden insgesamt 115 Lokomotiven bei Fablok gefertigt. Drei Lokomotiven gelangten nach Nordkorea, die restlichen 112 Stück erhielt die PKP. Davon existieren in Polen noch 36 Stück.
Die Lokomotive war vor allem für den Personenzugdienst auf Hauptstrecken vorgesehen. Die niedrige Achsfahrmasse von 17 t ermöglichte jedoch auch den Einsatz auf Nebenstrecken.

## Siehe auch

Ol49-64 im Eisenbahnmuseum Jaworzyna Śląska (1995)